# 松田享爾
松田 享爾（まつだ きょうじ、1897年（明治30年）- 1927年（昭和2年）3月）は日本の内務官僚でありキリスト教伝道者。内村鑑三に影響を受け、その配下である黒崎幸吉に師事した。岡山県真庭市出身。

## 経歴

### 生い立ち
1897年（明治30年）岡山県真庭郡美川村（現：真庭市）に生まれる。兄に松田壽比古がいる。地元に近い旧制高梁中学（現：岡山県立高梁高等学校）へ入学する。同期に、明治大学学長を務めた小出廉二、東京帝国大学教授で経済学の宇野学派を率いた宇野弘蔵、第一次日本共産党の西雅雄、関西大学法学部教授になる高木益郎がいた。彼らはお互いに、影響を与えあった。特に、社会評論誌『第三帝国』を定期購読し、校内で宇野と熱心に政治論を戦わせた。宇野にとって政治への興味が芽生えたのはこの松田との出来事が大きい。松田は、茅原華山のファンだった。
また、岡山県下で最古の教会がある高梁では、当時キリスト教の布教が盛んに行われていた。そのため、松田は幼い頃から、キリスト教の影響を受けやすい環境にあった。1915年（大正4年）に同校を卒業し、同年、小出と松田は東京の旧制第一高等学校へ進学。宇野と高木は第六高等学校へ、西は早稲田大学進学を断り朝鮮の春川へ渡った。特に、松田に関しては、一高の特待生となる程に秀才であった。1917年（大正6年）7月には、広島で働いていた兄の松田壽比古が病気で早逝した。この出来事を同郷出身のキリスト教を信奉する小出義彦が記録に残している。小出と兄の壽比古、享爾は親交があり、熱心なキリスト教徒であった。その後、同校の大学予科へ進みドイツ法の進学志望した。1920年（大正9年）7月に卒業し、東京帝国大学法科大学へ進学した。同年、同郷の小出が亡くなり、小出を偲んで「聖国を慕ひて小出義彦君遺稿」を自費出版した。この頃から内村鑑三との交流があった。

### 同郷の集い
松田が東大に進学した頃、兵役を終えた西雅雄が上京してきた。また、宇野弘蔵も六校から東大へ進学し、高梁中学の同期が東京にて再び集まった。松田と宇野、西の三人で東中野あたりの郊外にでかけ、高梁中学時代からの旧交を温めた。この頃、3人とも、自己の生涯を賭ける進路の選択と覚悟を決めつつあった。宇野は経済学者として、西は社会運動家として、そして、松田は黒崎幸吉門下のキリスト教伝道者としてである。
1922年（大正11年）に、同郷の宇野がドイツ留学へ向けて神戸から乗船した鹿島丸に、当時、住友社員でヨーロッパへの留学に発つ黒崎幸吉が乗っていた。黒崎は東京帝大教員時代の縁で、宇野を知っていた。内村鑑三門下の矢内原忠雄と同門のキリスト教信者である黒崎幸吉は、宇野の高梁中学時代からの親友である松田の信仰上の師であり、その黒崎から、松田享爾なら神戸埠頭に見送りにきてくれて、別れてきたばかりだと聞き、宇野と惜しくもすれ違っている。この後、宇野と会うことは無かった。1923年（大正12年）3月、松田は東大を卒業し、翌年、1924年に高等試験行政本試験に合格。最難関とされる内務省へ入省した。

### 就職後の動向
内務省入省後、初任地は千葉県へ配属となった。千葉県での松田の仕事は、県視学であり、明治期から第二次世界大戦終戦まで続いた制度で、県下の学事視察、学校教職員の監督その他、学事に関する事務に従った官吏である。県知事の下に属した地方官の扱いとなる。同じ頃（1924年）、松田享爾は、正式に内村鑑三の門下に入る。また、同時期に結婚もしている。1926年（大正15年）、29歳のときに、2年滞在した千葉を離れて、宮崎県の地方警視官に配属となった。この時期から、松田の体調は良くなかった様である。療養をしたりしている記録があり、キリスト教の会合に参加出来ていなかった。松田は1927年3月、宮崎県警視在任中に病のため死去した。親交のあった同じ白雨会（読み：むらさめかい）の星野鉄男も1931年（昭和6年）に死去している。松田の兄を含め、白雨会所属の会員には早逝した者が多い特徴がある。

## 白雨会への参加
内村鑑三の門下生のうち、南原繁、坂田祐、鈴木錠之助、松本実三、高谷道男、石田三次ら七名で白雨会を組織した。この白雨会に、後に小出義彦、松田壽比古、松田享爾、星野鉄男等が参加した。白雨会とは、旧約聖書に基づき「神の恩恵なる白雨」にちなんで命名されたものである。